# シタランドTV
『シタランドTV』（シタランドTV）は、テレビ朝日の『バラバラ大作戦』（第2部）で放送されていたバラエティ番組。設楽統（バナナマン）の冠番組。

## 概要
9月まで放送されていた『探シタラTV』の後続番組。収録スタジオを仮想空間「シタランド」に見立て、若手芸人と様々なコーナーを行う。
次世代メディア研究所代表の鈴木佑司は「若手芸人がアトラクションに挑み、バナナマン設楽が観察する番組」と評している。
2021年3月24日の放送をもって終了した。

## 出演者
MC
- 設楽統（バナナマン）

## スタッフ
- ナレーター：八木麻紗子
- 構成：安部裕之、大井洋一
- TM：福元昭彦
- TD：高橋広
- カメラ：宮本邦慶
- 音声：長谷川新
- VE：中村優介
- 照明：驛伸之
- ヘアメイク：川口カツラ店
- 美術デザイン：森永牧子
- 編集・MA：須佐文（TSP）
- 音効：磯川浩己
- 美術協力：テレビ朝日クリエイト
- 技術協力：テイクシステムズ
- ディレクター：荒川慧介、飯山恭生、河村啓司、俵木花純、松田峻一
- プロデューサー：山内智未、山地里加、藤原万穂
- 演出・プロデューサー：芦田太郎
- ゼネラルプロデューサー：荒井祥之
- 制作協力：トップシーン
- 制作：テレビ朝日ソリューション本部コンテンツ編成局第1制作部
- 制作著作：テレビ朝日